# Islam au Japon

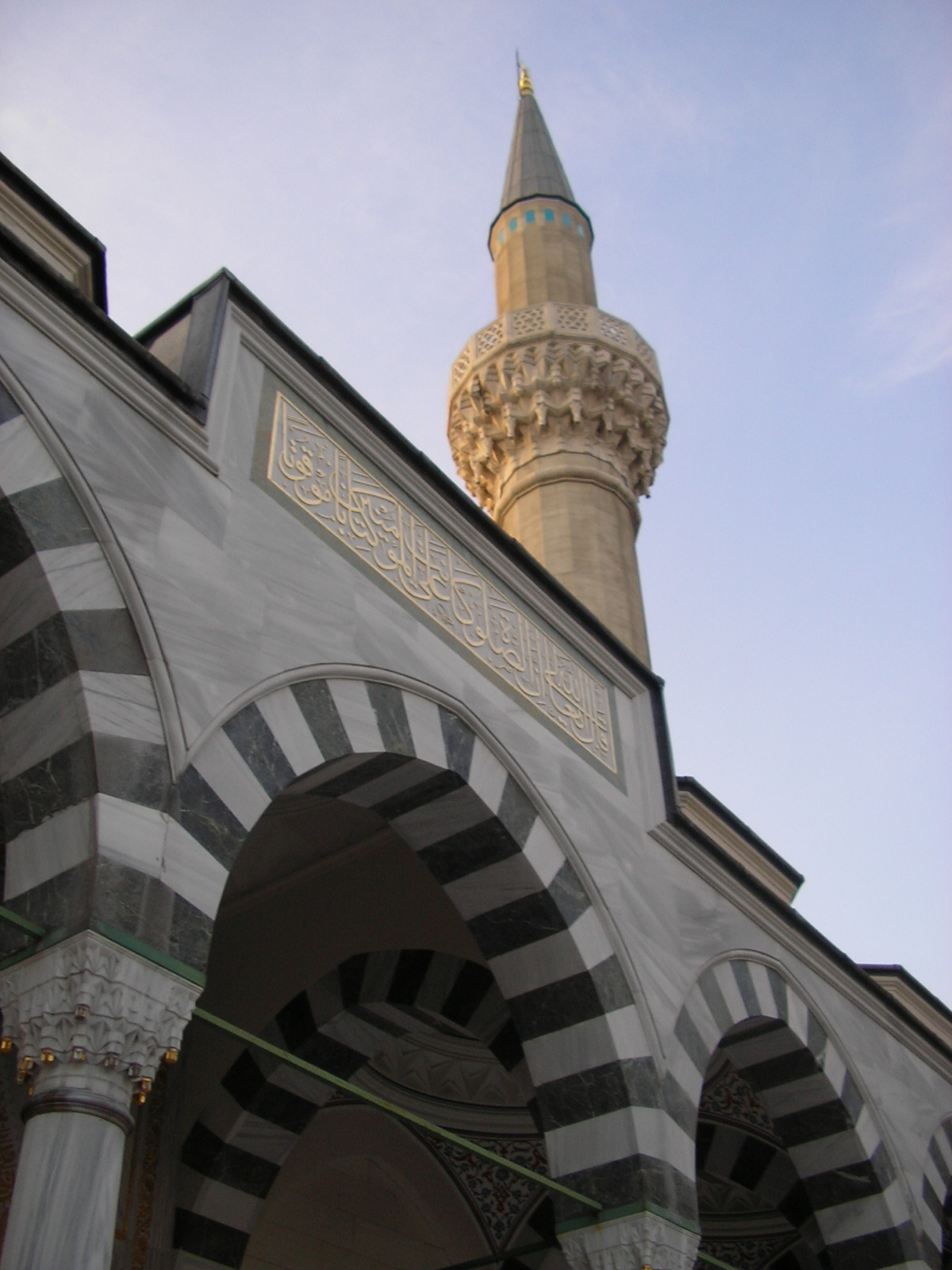
La mosquée de Tokyo

L'histoire de l'islam au Japon est relativement brève par rapport à la présence de longue date d'autres religions. La population musulmane du Japon est constitué de 123 000 fidèles, soit 0,1 % de la population totale du pays en 2023 . 
Les premiers contacts entre l'islam et le Japon se font quand le Japon résiste à l'impérialisme occidental, comme l'Empire ottoman  : les deux pays nouent des liens diplomatiques et se rapprochent, ce qui mène à la conversion de premiers Japonais installés à Constantinople.
L'islam trouve son essor au Japon après 1905 et la guerre russo-japonaise : les musulmans persécutés d'Asie centrale se réfugient au Japon et fondent une communauté à part entière, construisant les premières mosquées du pays et commençant à travailler sur des traductions du Coran et sur une éducation religieuse à proprement parler.
Pendant la Seconde Guerre mondiale, le Japon se place en défenseur des droits des musulmans contre l'envahisseur européen pour s'assurer d'avoir des alliés en Asie du Sud-Est et cette protection continue dans les années 1970 quand le Japon se rend compte des ressources naturelles possédées par les pays du Golfe. Le statut des musulmans se dégrade cependant dans les années 2010 en raison du djihadisme.
À la fin des années 2010, on compte environ 100 000 musulmans japonais, pour la plupart originaires de pays musulmans de l'Asie du Sud-Est comme le Pakistan, le Bangladesh et l'Indonésie. Ces fidèles sont répartis dans un peu moins d'une centaine de différentes mosquées, dont les plus connues sont la mosquée de Tokyo et la mosquée de Kobe.

## Historique

### Premiers contacts entre Japonais et musulmans

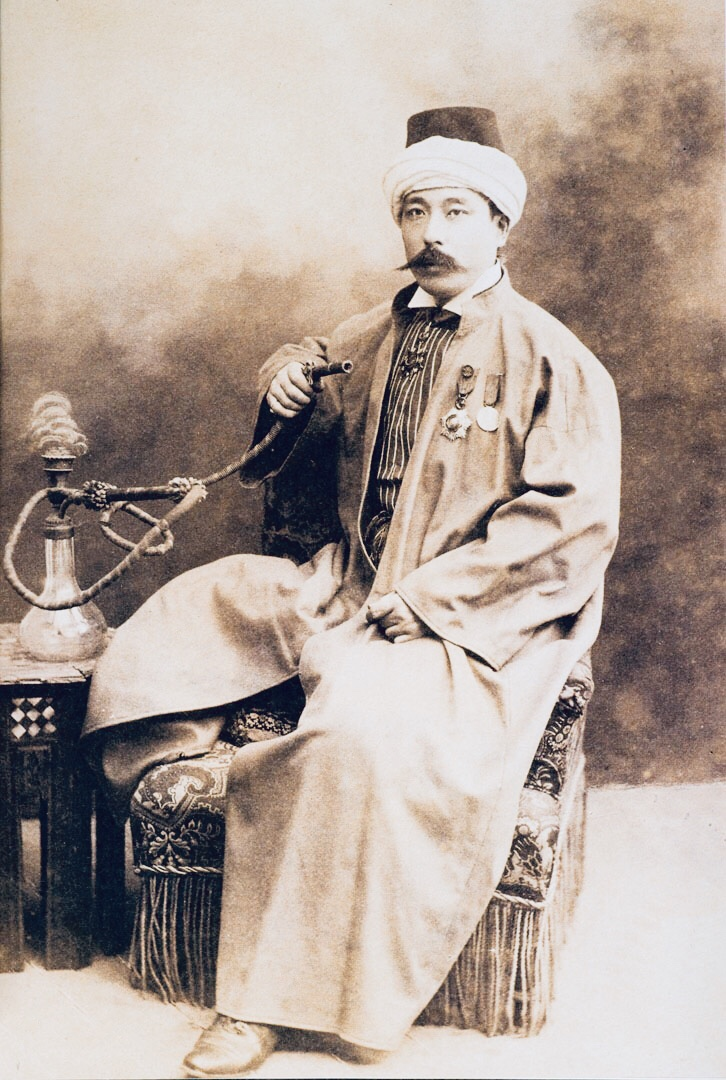
Yamada Torajirō (1866-1957), l'un des premiers Japonais à se convertir à l'Islam.

En 1868, au début de l'ère Meiji, rares sont les pays asiatiques non occupés par des Européens. Parmi eux figurent l'Empire ottoman et le Japon. Pour résister aux pressions européennes, les deux États nouent de premières relations diplomatiques. À la même époque, le Japon noue des relations commerciales avec les marins malais qui servent à bord des bateaux anglais et néerlandais[réf. nécessaire]. Enfin, le Japon s'ouvrant au reste du monde, il commence à envoyer des cadres en Europe : le trajet les faisant passer par l'Égypte sunnite, ils en ramènent des témoignages écrits et des analyses plus ou moins détaillées.
À la fin des années 1870, une première traduction de la Sîra est faite en japonais.
En 1890, Abdülhamid II vient visiter le Japon à bord du navire Ertuğrul, qui abrite plus de 600 officiers et soldats commandés par le général Osman Pacha. Au retour, un ouragan fait 533 morts à bord du navire, dont le frère du sultan. Deux bateaux japonais ramènent les survivants à Constantinople.
Arrivé sur un de ces bateaux, un jeune journaliste japonais du nom de Shotaro Noda s'installe à Constantinople. Il y rencontre Abdullah Guillaume, un musulman britannique originaire de Liverpool qui l'encourage à se convertir. Converti, Noda fait le choix de s'appeler Abdul Haleem Noda.
Peu après, en 1893, le Japonais Yamada Torajirō s'installe lui aussi à Constantinople. La population japonaise a levé une grande quantité de fonds pour donner de l'argent aux familles des marins décédés et Yamada a pour mission d'emmener ces fonds auprès du gouvernement Ottoman. Sur son chemin, il visite l'Égypte ; une fois arrivé à Constantinople, il décide de s'y installer et y passe vingt ans, effectuant aussi un travail de consul.
Le troisième Japonais musulman recensé est un marchand installé à Bombay en 1900. Ayant vu une mosquée dans la ville, il la visite puis se convertit. À cette époque, un certain nombre d'Indiens musulmans vivent à Tokyo, Yokohama et Kobe : ils sont considérés comme les premiers musulmans au Japon.
De 1885 à 1897, Sanshi Tôkai publie une série de seize livres intitulée Kajin no kigû, qui raconte la révolte d'Ahmed Urabi contre les forces françaises et britanniques. L’œuvre devient très populaire et déclenche un attrait pour l'islam de la part des Japonais patriotiques et anti-occidentaux.

### Début duXXesiècle
En 1902, un envoyé du sultan Abdülhamid II vient au Japon dans l'objectif de faire construire une mosquée à Yokohama, mais le projet n'aboutit pas.
En 1905, le Japon remporte la guerre russo-japonaise ; la Russie ayant longtemps colonisé et persécuté les musulmans d'Asie centrale, cette victoire attire l'attention des pays musulmans concernés. Ainsi, Mehmet Akif et Abdürreşid İbrahim font l'éloge du Japon en Turquie, tandis qu'en Iran, Adib Pishāvari rédige un poème épique intitulé Mukado-nāmeh en l'honneur de l'empereur Meiji. La même année, des prisonniers de guerre russe construisent la première mosquée du Japon, à Osaka. Des officiers musulmans de pays du Moyen-Orient sont si impressionnés par la victoire japonaise qu'ils partent étudier au sein de l'armée japonaise et épousent des femmes du pays, avec qui ils ont des enfants élevés dans la foi musulmane.

En 1909, Abd al-Rashid Ibrahim, un Tatar né dans l'empire russe, fuit au Japon pour échapper à des sanctions pour son militantisme pour un Tatarstan indépendant. Il devient le premier imam du Japon et convertit de nombreux Japonais à sa religion. De nombreux Tatars se réfugient au Japon, s'installant majoritairement à Tokyo, Nagoya et Kobe : de nombreux récits historiques considèrent cet exode comme la véritable arrivée de l'islam au Japon. Au sein de la communauté Tatar, Abdul Hay Qurban Ali est une haute figure religieuse : il publie le Yapan Makhbari, un magazine musulman en tatar qui est publié au Japon et distribué dans l'ensemble de l'Asie. La même année, une quarantaine d'étudiants chinois musulmans étudiant à l'université Waseda publient un magazine musulman en chinois. Trois étudiants ottomans rejoignent leurs rangs en 1911.

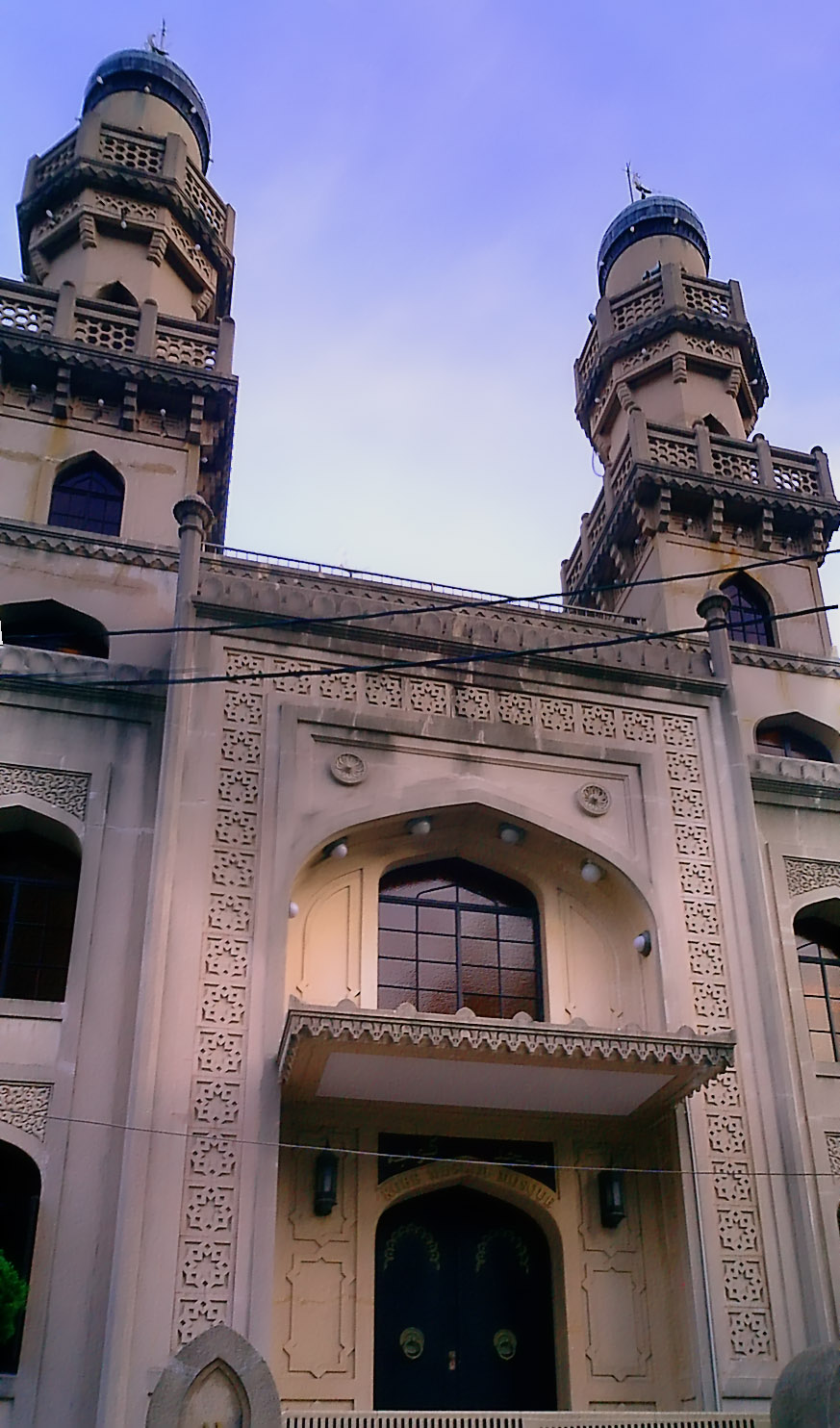
La mosquée de Kōbe.

En 1914, une nouvelle mosquée est construite à Kobe par des marchands indiens et arabes, mais elle est rapidement détruite, avant d'être reconstruite. La mosquée de Kōbe actuelle est construite en 1935 avec l'appui des commerçants de la communauté Turco-tatare,.
En 1918, Hasan Uho Hatano publie un magazine illustré intitulé Confrérie islamique. En 1912, il publiait déjà le magazine Islam en japonais et en anglais. En 1920, Sakamoto Ken-ichi (ja) traduit le Coran en japonais à partir de la traduction anglaise de John Medows Rodwell (en).
La Grande association des musulmans du Japon (大日本回教協会 ou Dai Nihon Kaikyō Kyōkai), fondée en 1930, est la première organisation islamique officielle au Japon et elle est soutenue par des groupes anti-occidentaux, entre autres la société du Dragon noir, qui financera aussi Nation of Islam aux États-Unis. D'autres suivent : par exemple, la Communauté musulmane Ahmadiyya a été établie en 1935 au Japon.
De 1932 à 1949, Noorul Hasan Barlas, un professeur indien, rédige plusieurs articles en ourdou sur la place de l'islam au Japon.
En 1938, la deuxième traduction du Coran est faite par Takahashi Goro, Bunpachiro (Ahmad) Ariga et Mizuho Yamaguchi. La mosquée de Tokyo ouvre la même année, financée grâce à la participation des zaibatsu. Elle s'accompagne d'une école coranique, d'une imprimerie et d'un journal. Les premiers imams de la mosquée de Tokyo sont Abdürreşid İbrahim et Abdulhay Qorbangali. À la même date, on compte environ 600 musulmans au Japon[réf. nécessaire].

### Seconde Guerre mondiale
Pendant la Seconde Guerre mondiale, le gouvernement japonais utilise l'Islam pour sa propagande auprès de l'Asie du Sud-Est majoritairement musulmane. Il se présente comme protecteur de la foi musulmane contre les forces impérialistes chrétiennes venues d'Europe, une affirmation soutenue par des figures d'autorité musulmanes. L'imam de la mosquée de Tokyo, Abdurreshid Ibrahim, affirme en 1942 que « la cause du Japon dans la guerre de l'Extrême-Orient est sacrée et dans son austérité, elle est comparable à la guerre contre les infidèles du Prophète Mohammed dans le passé ».
Les troupes japonaises occupent différentes régions et entrent en contact avec les musulmans de Chine, de Malaisie, d'Indonésie et des Philippines en particulier. En 1944, le pionnier tatar Abd al-Rashid Ibrahim meurt. À la fin de la guerre, les troupes japonaises rentrent au pays, pour certaines d'entre elles converties à l'islam.

### À la fin duXXesiècle
La communauté musulmane au Japon continue à grandir après la guerre. La première traduction du Coran depuis l'arabe est faite en 1945 par Toshihiko Izutsu.
Pendant l'occupation du Japon, de nombreux établissements islamiques sont dissous et interdits car accusés d'enseigner à résister aux Occidentaux. En 1950, Shūmei Ōkawa publie cependant une nouvelle traduction du Coran. Il effectue cette traduction en prison où il est enfermé comme criminel de guerre de classe-A, accusé de propagande anti-occidentale[réf. nécessaire].
En 1953, des musulmans japonais fondent l'Association musulmane du Japon (en).
L'arrivée de la télévision dans les foyers permet aux Japonais de découvrir la culture musulmane plus facilement et l'Université al-Azhar du Caire propose des bourses d'études aux Japonais qui souhaiteraient étudier le Coran. Des organisations musulmanes comme Tablighi Jamaat commencent à arriver au Japon pour convertir plus de Japonais à l'Islam.
En 1970, Fayçal ben Abdelaziz Al Saoud visite le Japon et rencontre un certain nombre de dignitaires japonais musulmans, dont certains viennent de Corée. En 1973, il accepte d'envoyer le docteur Salih Mahdi al Samarrai dans le pays pour aider à la dawa. Il supervise également une nouvelle traduction du Coran par Ryōichi Mita et distribue des fonds importants par le biais de l'ambassade d'Arabie Saoudite au Japon, à qui il donne l'ordre de financer chaque nouvelle édition de l'ouvrage. C'est pendant cette décennie que le Japon s'ouvre le plus aux pays musulmans, souhaitant se rapprocher des pays exportateurs de pétrole du Moyen-Orient. Dès 1976, l'Institut Islamique du Japon finance des hajj de fidèles japonais grâce aux fonds saoudiens.
Selon quelques sources historiques, en 1982, le nombre de musulmans est estimé à 30 000, alors qu'il ne dépasse pas les 3 000 fidèles avant les années 1970. Dans la langue japonaise, avec l'essor de la pratique religieuse, l'islam est renommé de Kaikyo à Isram.
En 1986, la mosquée de Tokyo est rasée puis reconstruite au même emplacement : les travaux ne se terminent qu'en 2000.
Si les principaux financements de la communauté musulmane à l'époque sont saoudiens, les musulmans japonais reçoivent aussi de l'assistance de la Ligue islamique mondiale, de La Mecque, du Qatar, des Émirats arabes unis, du Koweït, du sultanat d'Oman, de l'Égypte et de la Libye.

## L'islam dans le Japon contemporain

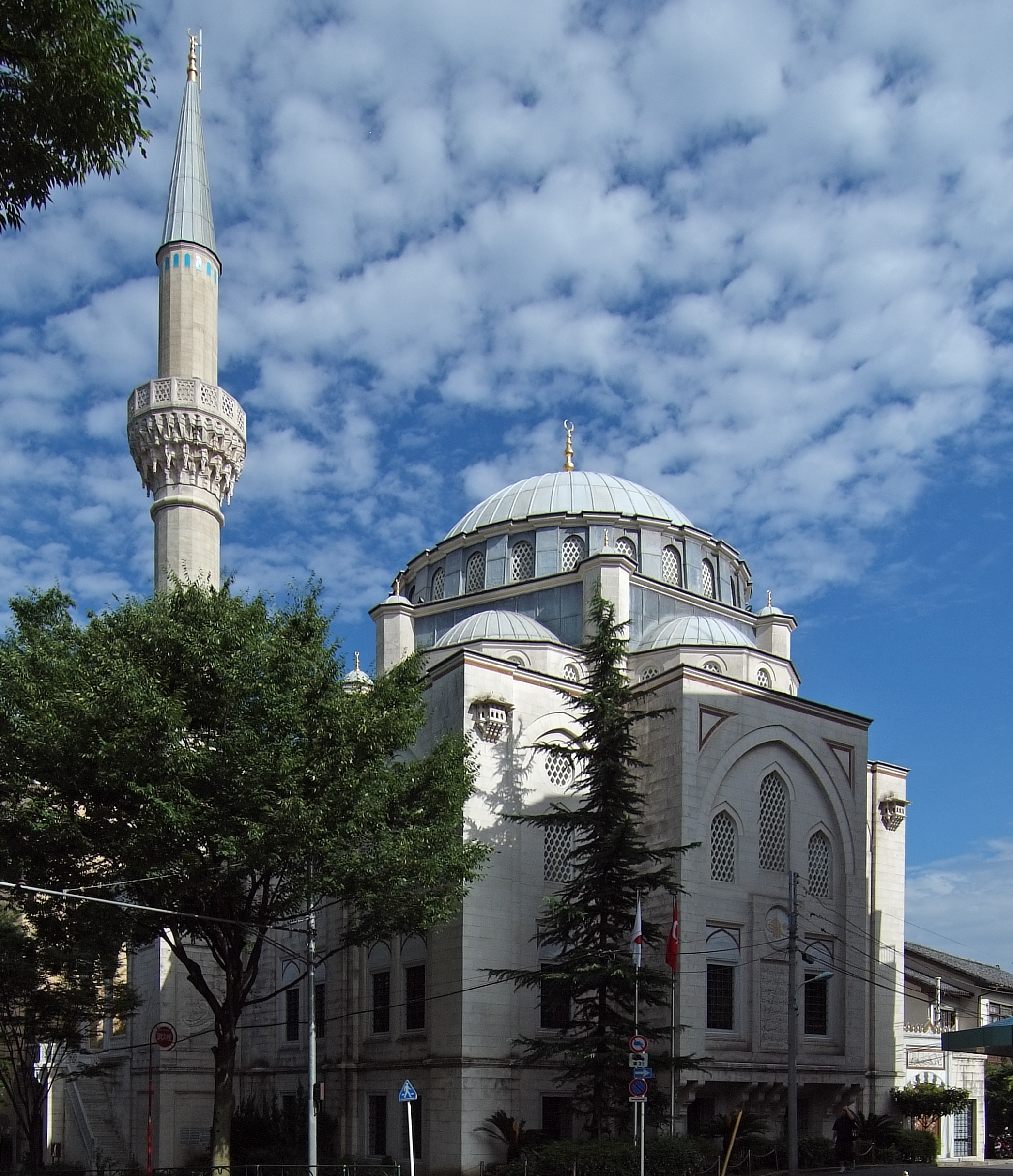
La mosquée de Tokyo.

### Démographie des musulmans
Au début des années 2000, on estime qu'il y a environ 100 000 musulmans au Japon, soit moins de 0,1 % de la population totale du pays,,. En 2000, Keiko Sakurai estime le nombre de musulmans japonais au Japon à 63 552, et environ 70 000 à 100 000 musulmans étrangers résidant dans le pays. Les estimations ne sont pas officielles, le gouvernement japonais ne maintenant aucune statistique sur la pratique de l'islam.
Les personnes japonaises converties sont souvent des femmes ayant épousé un homme musulman non japonais, bien qu'il existe un nombre faible mais croissant de Japonais se convertissant de leur propre initiative.
La majorité des musulmans au Japon est d'origine non japonaise, généralement issus de familles pakistanaises, bangladeshi ou indonésiennes. La première vague d'immigration de musulmans vient du sous-continent indien avant son indépendance ; ce sont eux qui ont construit la mosquée de Kobe. Ils sont suivis des indépendantistes tatars puis des musulmans indonésiens et malais.
En dehors de la pratique religieuse, les Japonais musulmans participent régulièrement à des festivals culturels d'origine shintoïste, à boire de l'alcool ou encore à s'habiller de la même façon que leurs compatriotes, ce qui les rend difficilement identifiables.

### Mosquées et organisations musulmanes au Japon
En 2015, on compte environ 80 mosquées au Japon.
Les Tatars se réclamant du hanafisme et les Indonésiens du chaféisme, une controverse existe entre ces deux courants. Dans les années 1930, voyant les tensions s'accumuler, le chef des musulmans tatars écrit à la Mecque, d'où revient une réponse détaillée intitulée « Hadiyah Al-Sultan Ila Bilad Al-Yaban » (Le cadeau du Sultan au pays du Japon). La communauté indonésienne chaféiste reste majoritaire au Japon et en particulier à Tokyo.
Une organisation, le Japan Islamic Trust, gère huit mosquées et musalahas à Tokyo et dans les préfectures de Tochigi, Tottori, Ibaraki et Chiba. Elle est constituée en grande partie d'exportateurs de voitures d'occasion de différentes nationalités : Sri Lanka, Pakistan, Bangladesh et Ghana. Certains de ses membres participent à des actions d'aide aux sans-abri.
La Japan Muslim Association est la première grande association musulmane japonaise, fondée en 1953 par des musulmans convertis de retour de la Seconde Guerre mondiale. Il s'agit à ce jour de la plus importante du pays. D'autres groupes japonais peuvent inclure des étudiants musulmans ainsi que des personnes non étudiantes, japonaises ou non : c'est par exemple le cas de l'Islamic Center Japan et de facultés japonaises de théologie musulmane. Enfin, les groupes musulmans ont tendance à graviter autour d'une personne-ressource locale qui anime un site web, une mosquée, ou encore des conférences sur l'étude du Coran.

### Conflits religieux modernes
En 2015, on compte une quarantaine de djihadistes japonais pendant les guerres civiles syrienne et irakienne. Deux otages japonais, Kenji Gotō et Haruna Yukawa, sont décapités en Syrie par les forces djihadistes, attirant l'attention de la population sur l'extrémisme religieux. Plusieurs personnalités japonaises sont suspectées de faciliter le recrutement de djihadistes étrangers : entre autres le journaliste Kosuke Tsuneoka et le professeur d'islamologie Hassan Ko Nakata, converti en 1979 et formé à l'université du Caire dans les années 1990. En janvier 2015, après l'attentat contre Charlie Hebdo, la maison d'édition Daisan Shokan annonce la sortie d'un livre qui reprend les dessins du journal, y compris les caricatures de Mahomet mises en cause. L'annonce entraîne une manifestation d'une cinquantaine de musulmans, majoritairement d'origine pakistanaise, et l'annulation de l'édition de l'ouvrage.